# 三星Galaxy Y
Samsung Galaxy Y是三星電子推出的一款入門Android手機。三星電子在2011年8月公佈。其主要特點是3G速度可達7.2Mbit/s的連接。